# 消費者物価指数
消費者物価指数（しょうひしゃぶっかしすう、英: consumer price index、略称：CPI）とは、最終価格 (消費者が実際に購入する段階の、相対価格（一般物価）) の変動を表す指数。消費者物価指数の項目、構成比、算出方法には国ごとに違いがある。

## 算出
{\displaystyle {\text{consumer price index}}={\frac {\text{market basket of desired year}}{\text{market basket of base year}}}\times {\text{100}}}
指数は、基準年の家計の消費構造を一定のものに固定し、これに要する費用が物価の変動によってどう変化するかを基準年平均=100として表すラスパイレス算式である。基準年は他の指数と同様に西暦末尾が0、5年で、5年ごとに基準改定を行っている。
一時的な要因により大きく変動する分野を除外するためコア指数が設定されている。日本の場合、生鮮食品を除いた指数「コアCPI」が使われる。また、エネルギー価格の変動がコアCPIに影響を与えるため、食料及びエネルギーを除いた指数「コアコアCPI」が2006年より統計として加わった。
日本でのコアコアCPI（non-food, non-energy）に相当するものを世界的にはコアCPIと呼ぶ。つまり、世界の中央銀行で議論するときのコアCPIは、日本ではコアコアCPIである。

## 各国の消費者物価指数

### アメリカ合衆国

米国のCPI(青線)

アメリカ合衆国では、人口の約90%を対象とする全都市消費者物価指数（CPI-U：CPI for All Urban Consumers）がCPIとして一般的に使用されている。アメリカ労働統計局（US Bureau of Labor Statistics）が発表している。
アメリカでは、天候要因によって供給が大きく左右される食料と、他国の需要と供給にも影響を受けるエネルギーを除く指数を『コアCPI』としている。

### 日本
総務省が毎月発表する小売物価統計調査を元に作成される指標で、物価の一つ。1946年8月より調査開始。「東京都区部消費者物価指数」など一地域での指数と区別するため「全国消費者物価指数」と称されることもある。
同省の定義では「全国の世帯が購入する家計に係る財及びサービスの価格等を総合した物価の変動を時系列的に測定するもの。すなわち家計の消費構造を一定のものに固定し、これに要する費用が物価の変動によって、どう変化するかを指数値で示したもの。」となっている。
国民の生活水準を示す指標のひとつとなっている。消費者物価指数は「経済の体温計」とも呼ばれており、経済政策を的確に推進する上で重要な指標となっている。家計調査やGDP統計における家計消費支出など他の経済指標を実質化するためのデフレーターとしても利用されている。また、年金などでは、物価変動に応じて実質的な給付水準を見直すことが法律によって定められており、この物価の動きを示す指標として消費者物価指数が使われている。日本銀行が金融政策における判断材料として使用しているほか、賃金、家賃や公共料金改定の際の参考に使われるなど、官民を問わず幅広く利用されている。

#### 作成方法
小売物価統計調査（総務省調査）の小売価格の平均から個別の指数を作成し、家計調査(総務省調査)からウェイトを作成、統合して全体の指数を作成している。
- 小売価格調査：全国から167市	町村を選び、小売価格はその中で代表的な小売やサービス事業所約30,000店舗、家賃は約25,000世帯、宿泊料は約530事業者を対象として約880名の調査員が調査している。価格は実際に販売している小売価格(特別セール売り等は除外)。
- 指数品目：消費者が購入する商品及びサービスの物価変動を代表できるように

1. 家計支出上重要である
2. 価格変動の面で代表性がある
3. 継続して調査が可能である

という観点から選んだ平常小売価格596品目及び、持ち家の帰属家賃4品目の合計600品目を対象とする。品目は、最近の消費の変化を反映させ、なるべく物価の動きを正しくつかめるようにするため、5年ごとに見直される。

#### 総合指数
総合指数として、2021年現在、通常の総合指数（CPI）のほかに別掲として以下の三つを公表している。
- 生鮮食料品を除く総合（コアCPI）
- 食料（酒類を除く）及び石油・石炭・天然ガスなどエネルギーを除く総合（コアコアCPI）
- 持ち家の帰属家賃を除いたもの

通常、ニュース等で報道される消費者物価上昇率や物価が○%上がった、といった値は全国総合指数が使われる。
消費者物価は個人所得等のデフレータとして使用される。例えば実質個人所得を求める際の式は以下のとおり。
名目個人所得÷消費者物価指数×100

## 平均価格・購入単価との違い
家計調査では、家計が支出した金額だけでなく購入数量も調査している。このため、個別の品目について家計が購入した平均価格や購入単価を知ることができる。消費者物価指数の個別品目の価格動向と、家計調査の平均価格や購入単価の動きとはかなり異なった動きをすることが知られている。
これは消費者物価指数では、品質や性能を一定とした商品やサービスの価格を調査しているのに対して、家計調査では家計が購入するものの品質が一定ではないからである。また、同じ品質・性能の商品であっても、購入する店によって価格が変わることがある。例えば、紳士服などではデパートで購入していたものを、ディスカウント店で購入するようになると、品質が同じであっても購入単価が下落することになる。消費者物価指数では、同一店舗における価格が変化しなければ物価は変わらないので、より価格の安い店で購入するようになるといった家計の行動の変化による平均購入価格の変動を捕らえることはできない。

## 実体経済との誤差

### アメリカ
1996年、アメリカではマイケル・ボルトンを委員長とする「消費者物価指数諮問委員会」が「アメリカの消費者物価指数は、実際の物価上昇率を平均1.1ポイント過大評価している」という報告書を公表し、議論を呼んだ。以降、アメリカでは広範な製品について、バイアス調整が行われるようになった。

### 日本
日本の消費者物価指数は、実体より1ポイント程高めであることが知られており、仮に消費者物価指数でみて0%のインフレーションの場合、実際はマイナス1%のデフレーションである。
数字が高めになるのは、
1. 消費構成を固定して捉えている。
2. 消費者物価指数の算定対象に新しい品目が採用されにくい。
3. 「実質的値下げ」を考慮していない。

の3つの要因があるからである。
日本銀行の白塚重典の集計では、消費者物価指数はプラス0.9ポイントほど高めの数値が出る傾向にあるとしている。
経済学者のクリスチャン・ ブローダ、デビッド・E・ワインスタインの研究では、日本の消費者物価指数はプラス1.8%の上方バイアスがあるとしている。
日本の消費者物価指数は5年ごとに基準改定があるが、改訂の直前に誤差が最大となる。
また、消費者物価指数は安売りが反映されなく、製品の質は考慮されにくい。

## GDPデフレーターとの乖離
消費者物価指数と内閣府が試算しているGDPデフレーターの動きを比較すると、大きく異なっている。この乖離については、対象の違いによる要因、算式の違いなどの要因が考えられている。
GDPデフレーターは国内で生産されるすべての財・サービスの価格を反映するが、消費者物価指数は消費者によってのみ消費された財・サービスの価格を反映するという違いがある。GDPデフレーターは輸入製品の価格の変化を反映しないが、消費者物価指数は輸入製品の内の消費者が消費したモノの価格を反映する。
消費者物価指数には、自国で生産されていない外国から輸入された財・サービスが含まれる。GDPデフレーターには、消費者が購入しないような工作機械・外国向けの販売品の価格が含まれる。